# Yinji (sockenhuvudort i Kina, Hubei Sheng, lat 31,94, long 112,07)
Yinji är en sockenhuvudort i Kina. Den ligger i provinsen Hubei, i den centrala delen av landet, omkring 260 kilometer nordväst om provinshuvudstaden Wuhan. Antalet invånare är 12 085. Befolkningen består av 6 087 kvinnor och 5 998 män. Barn under 15 år utgör 13,0 %, vuxna 15-64 år 77 %, och äldre över 65 år 8,0 %.
Runt Yinji är det ganska tätbefolkat, med 248 invånare per kvadratkilometer. Närmaste större samhälle är Xiangyang, 13,1 km nordost om Yinji. Trakten runt Yinji består till största delen av jordbruksmark.
Genomsnittlig årsnederbörd är 1 060 millimeter. Den regnigaste månaden är augusti, med i genomsnitt 176 mm nederbörd, och den torraste är december, med 19 mm nederbörd.